# El Platanar, Copanatoyac
El Platanar är en ort i Mexiko.   Den ligger i kommunen Copanatoyac och delstaten Guerrero, i den sydöstra delen av landet, 230 km söder om huvudstaden Mexico City. El Platanar ligger 1 674 meter över havet och antalet invånare är 210.
Terrängen runt El Platanar är kuperad åt nordost, men åt sydväst är den bergig. Runt El Platanar är det ganska glesbefolkat, med 32 invånare per kvadratkilometer. Närmaste större samhälle är Santa Anita, 1,1 km öster om El Platanar. I omgivningarna runt El Platanar växer huvudsakligen savannskog.